# Trichocera basidens
Trichocera basidens är en tvåvingeart som beskrevs av Starý 1998. Trichocera basidens ingår i släktet Trichocera och familjen vintermyggor.
Artens utbredningsområde är Slovakien. Inga underarter finns listade i Catalogue of Life.